# Cottbuser Sandplatte
Die Cottbuser Sandplatte ist eine stark reliefierte Grundmoränenplatte und eine Naturraumeinheit Brandenburgs.
Da im Bereich des Lausitzer Grenzwalls bei Köbeln ein kleiner Zipfel in das sächsische Gebiet hereinreicht, wird sie von der offiziellen Naturraumkartierung Sachsens auch als ein sächsischer Naturraum bezeichnet.
Da die Naturraumgliederung von den betreffenden wissenschaftlichen Institutionen der einzelnen Bundesländer teilweise unterschiedlich gehandhabt wird, ist die Cottbuser Sandplatte in ihrer Größenordnung nicht unbedingt mit den rein sächsischen Naturräumen vergleichbar.